# Torre de Miguel Sesmero
Torre de Miguel Sesmero je španělská obec situovaná v provincii Badajoz (autonomní společenství Extremadura).

## Poloha
Obec je vzdálena 31 km od města Olivenza, 39 km od města Badajoz a 66 km od Méridy. Patří do okresu Llanos de Olivenza a soudního okresu Olivenza. Obcí prochází silnice EX-105.

## Historie
V roce 1834 se obec stává součástí soudního okresu Olivenza. V roce 1842 čítala obec 259 usedlostí a 970 obyvatel.

## Odkazy

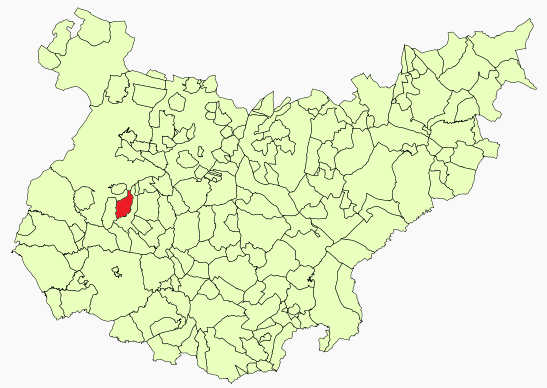
Poloha obce v provincii Badajoz

## Demografie
| Populace obce Torre de Miguel Sesmero z let (1842–2010) | Populace obce Torre de Miguel Sesmero z let (1842–2010) | Populace obce Torre de Miguel Sesmero z let (1842–2010) | Populace obce Torre de Miguel Sesmero z let (1842–2010) | Populace obce Torre de Miguel Sesmero z let (1842–2010) | Populace obce Torre de Miguel Sesmero z let (1842–2010) | Populace obce Torre de Miguel Sesmero z let (1842–2010) | Populace obce Torre de Miguel Sesmero z let (1842–2010) | Populace obce Torre de Miguel Sesmero z let (1842–2010) | Populace obce Torre de Miguel Sesmero z let (1842–2010) | Populace obce Torre de Miguel Sesmero z let (1842–2010) | Populace obce Torre de Miguel Sesmero z let (1842–2010) | Populace obce Torre de Miguel Sesmero z let (1842–2010) | Populace obce Torre de Miguel Sesmero z let (1842–2010) | Populace obce Torre de Miguel Sesmero z let (1842–2010) | Populace obce Torre de Miguel Sesmero z let (1842–2010) | Populace obce Torre de Miguel Sesmero z let (1842–2010) | Populace obce Torre de Miguel Sesmero z let (1842–2010) |
| ------------------------------------------------------- | ------------------------------------------------------- | ------------------------------------------------------- | ------------------------------------------------------- | ------------------------------------------------------- | ------------------------------------------------------- | ------------------------------------------------------- | ------------------------------------------------------- | ------------------------------------------------------- | ------------------------------------------------------- | ------------------------------------------------------- | ------------------------------------------------------- | ------------------------------------------------------- | ------------------------------------------------------- | ------------------------------------------------------- | ------------------------------------------------------- | ------------------------------------------------------- | ------------------------------------------------------- |
| 1842                                                    | 1857                                                    | 1860                                                    | 1877                                                    | 1887                                                    | 1897                                                    | 1900                                                    | 1910                                                    | 1920                                                    | 1930                                                    | 1940                                                    | 1950                                                    | 1960                                                    | 1970                                                    | 1981                                                    | 1991                                                    | 2001                                                    | 2010                                                    |
| 970                                                     | 1 324                                                   | 1 338                                                   | 1 501                                                   | 1 753                                                   | 2 042                                                   | 2 053                                                   | 2 178                                                   | 2 296                                                   | 2 378                                                   | 2 344                                                   | 2 346                                                   | 2 128                                                   | 1 574                                                   | 1 337                                                   | 1 305                                                   | 1 253                                                   | 1 261                                                   |